# Jerry Hardin
Jerry Hardin (Dallas, 20 novembre 1929) è un attore statunitense.

## Carriera
Ha recitato in diversi film ma soprattutto in serie televisive. Fra i ruoli interpretati, il più importante è stato quello di Gola Profonda nella serie televisiva X-Files. Si è anche distinto per i vari ruoli interpretati nella serie Star Trek: The Next Generation.

## Vita privata
Nel 1959 si è sposato con l'attrice Diane Elizabeth Hill, da cui ha avuto due figli: Shawn (1962, produttore) e Melora (1967, attrice anche lei).

## Filmografia

### Cinema
- Il contrabbandiere (Thunder Road), regia di Arthur Ripley (1958)
- Il dormiglione (Sleeper), regia di Woody Allen del (1973)
- Our Time, regia di Peter Hyams (1974)
- Terremoto (Earthquake), regia di Mark Robson (1974)
- Uccidete Mister Mitchell (Mitchell), regia di Andrew V. McLaglen (1975)
- Born of Water, regia di Gordon Duffy (1976)
- Il clandestino (Alambrista!), regia di Robert M. Young (1977)
- Foes, regia di John Coats (1977)
- Heartland, regia di Richard Pearce (1979)
- Head over Heels, regia di Joan Micklin Silver (1979)
- 1941 - Allarme a Hollywood (1941), regia di Steven Spielberg (1979)
- Il mistero di Wolf Lake (Wolf Lake), regia di Burt Kennedy (1980)
- Crazy Runners - Quei pazzi pazzi sulle autostrade (Honky Tonk Freeway), regia di John Schlesinger (1981)
- Reds, regia di Warren Beatty (1981)
- Missing - Scomparso (Missing), regia di Costantin Costa-Gavras (1982)
- La tempesta (Tempest), regia di Paul Mazursky (1982)
- Honkytonk Man, regia di Clint Eastwood (1982)
- Cujo, regia di Lewis Teague (1983)
- Una storia a Los Angeles (Heartbreakers), regia di Bobby Roth (1984)
- Mass Appeal, regia di Glenn Jordan (1984)
- Il gioco del falco (The Falcon and the Snowman), regia di John Schlesinger (1985)
- Allarme rosso (Warning Sign), regia di Hal Barwood (1985)
- Grosso guaio a Chinatown (Big Trouble in Little China), regia di John Carpenter (1986)
- Eroi per un amico (Let's Get Harry), regia di Stuart Rosenberg (1986)
- Wanted - Vivo o morto (Wanted: Dead or Alive), regia di Gary Sherman (1987)
- Nikita, spie senza volto (Little Nikita), regia di Richard Benjamin (1988)
- Milagro (The Milagro Beanfield War), regia di Robert Redford (1988)
- Patto di guerra (War Party), regia di Franc Roddam (1988)
- Valentino Returns, regia di Peter Hoffman (1989)
- Scandalo Blaze (Blaze), regia di Ron Shelton (1989)
- The Hot Spot - Il posto caldo (The Hot Spot), regia di Dennis Hopper (1990)
- Uno sconosciuto alla porta (Pacific Heights), regia di John Schlesinger (1990)
- Il socio (The Firm), regia di Sydney Pollack (1993)
- Funny Money - Come fare i soldi senza lavorare (The Associate), regia di Donald Petrie (1996)
- L'agguato - Ghosts from the Past (Ghosts of Mississippi), regia di Rob Reiner (1996)
- Black Dawn - Alba nera (Black Dawn), regia di John De Bello (1997)
- Certain Guys, regia di Stephen James (2000)
- La preda perfetta (Island Prey), regia di William Riead (2001)
- Burl's, regia di Maryam Karimi – cortometraggio (2003)
- Oceano di fuoco - Hidalgo (Hidalgo), regia di Frank Hopkins (2004)
- Io, lei e i suoi bambini (Are We There Yet?), regia di Brian Levant (2005)
- Extreme Dating, regia di Lorena David (2005)
- Outside a Dream, regia di W. Michael Jenson – cortometraggio (2005)
- The Last Lullaby, regia di Jeffey Goodman (2008)

### Televisione
- Play of the Week – serie TV, episodio 2x01 (1960)
- La parola alla difesa (The Defenders) – serie TV, episodio 1x19 (1962)
- Ironside – serie TV, episodio 6x23 (1973)
- Gunsmoke – serie TV, episodio 19x18 (1974)
- Harry O – serie TV, episodi 1x13-2x18 (1974-1976)
- Sara – serie TV, episodi 1x01-1x02 (1976)
- La squadriglia delle pecore nere (Baa Baa Black Sheep) – serie TV, episodio 1x04 (1976)
- In casa Lawrence (Family) – serie TV, episodi 2x05-2x06 (1976)
- Agenzia Rockford (The Rockford Files) – serie TV, episodi 3x06-4x09-6x11 (1976-1980)
- Visions – serie TV, episodio 1x12 (1977)
- Starsky & Hutch – serie TV, episodio 2x17 (1977)
- Le strade di San Francisco (The Streets of San Francisco) – serie TV, episodio 5x23 (1977)
- Professione medico (Rafferty) – serie TV, episodio 1x07 (1977)
- Baretta – serie TV, episodio 4x18 (1978)
- Kate Bliss and the Ticker Tape Kid, regia di Burt Kennedy – film TV (1978)
- Radici (Roots) – miniserie TV, episodio 2 (1979)
- La casa nella prateria (Little House on the Prairie) – serie TV, episodio 5x23 (1979)
- Una storia del West (The Chisholms) – serie TV, episodi 1x02-1x03 (1979)
- WKRP in Cincinnati – serie TV, episodio 1x21 (1979)
- Time Out (The White Shadow) – serie TV, episodio 2x10 (1979)
- Il giovane Maverick (Young Maverick) – serie TV, 2 episodi (1980)
- L'ultimo degli indifesi (Gideon's Trumpet), regia di Robert L. Collins – film TV (1980)
- Flo – serie TV, episodi 2x04-2x05 (1980)
- California (Knots Landing) – serie TV, episodi 1x12-13x13 (1980-1992)
- Storia di Owen (Angel Dusted), regia di Dick Lowry – film TV (1981)
- L'incredibile Hulk (The Incredible Hulk) – serie TV, episodio 5x04 (1981)
- The Children Nobody Wanted, regia di Richard Michaels – film TV (1981)
- Dallas – serie TV, episodi 4x13-10x23 (1981-1987)
- La terza guerra mondiale (World War III) – miniserie TV (1982)
- Henry e Kip (Bosom Buddies) – serie TV, episodio 2x13 (1982)
- I ragazzi di padre Murphy (Father Murphy) – serie TV, episodi 1x20-1x21 (1982)
- Thou Shalt Not Kill, regia di I.C. Rapoport – film TV (1982)
- Mysterious Two, regia di Gary Sherman – film TV (1982)
- In Love with an Older Woman, regia di Paul Mazursky – film TV (1982)
- Lo zio d'America (Filthy Rich) – serie TV, 15 episodi (1982-1983)
- Top Secret (Scarecrow and Mrs. King) – serie TV, episodio 1x09 (1983)
- AfterMASH – serie TV, episodio 1x11 (1983)
- Celebrity – miniserie TV, 2 episodi (1984)
- Attack on Fear, regia di Mel Damski – film TV (1984)
- Autostop per il cielo (Highway to Heaven) – serie TV, episodio 1x05 (1984)
- Simon & Simon – serie TV, episodio 4x06 (1984)
- Mai dire sì (Remington Steele) – serie TV, episodio 3x07 (1984)
- Non entrate dolcemente nella notte (Do You Remember Love), regia di Jeff Bleckner – film TV (1985)
- Benson – serie TV, episodio 7x01 (1985)
- Alfred Hitchcock presenta (Alfred Hitchcock Presents) – serie TV, episodio 1x04 (1985)
- Miami Vice – serie TV, episodio 2x08 (1985)
- Casa Keaton (Family Ties) – serie TV, episodio 4x19 (1985)
- Ai confini della realtà (The Twilight Zone) – serie TV, episodio 1x49-1x50 (1986)
- Cuori senza età (The Golden Girls) – serie TV, episodi 1x20-4x21 (1986-1989)
- L.A. Law - Avvocati a Los Angeles (L.A. Law) – serie TV, 6 episodi (1986-1992)
- LBJ: The Early Years, regia di Peter Werner – film TV (1987)
- Starman – serie TV, episodio 1x22 (1987)
- Throb – serie TV, episodio 2x16 (1988)
- Bluegrass, regia di Simon Wincer – film TV (1988)
- The Town Bully, regia di Noel Black – film TV (1988)
- Roots: The Gift, regia di Kevin Hooks – film TV (1988)
- Star Trek: The Next Generation (Star Trek: The Next Generation) – serie TV, episodi 1x17-5x26-6x01 (1988-1992)
- Roe vs. Wade, regia di Gregory Hoblit – film TV (1989)
- Paradise – serie TV, episodio 2x12 (1990)
- Hometown Boy Makes Good, regia di David Burton Morris – film TV (1990)
- Matlock – serie TV, episodio 5x12 (1990)
- Al diavolo mio marito! (Hi Honey - I'm Dead), regia di Alan Myerson – film TV (1991)
- I giustizieri della notte (Dark Justice) – serie TV, episodio 1x05 (1991)
- Voci nella notte (Midnight Caller) – serie TV, episodi 3x21-3x22 (1991)
- Plymouth, regia di Lee David Zlotoff – film TV (1991)
- Io volerò via (I'll Fly Away) – serie TV, episodio 1x05 (1991)
- In viaggio nel tempo (Quantum Leap) – serie TV, episodio 4x17 (1992)
- Casalingo Superpiù (Who's the Boss?) – serie TV, episodi 8x22-8x23-8x24 (1992)
- La famiglia Brock (Picket Fences) – serie TV, episodio 1x05 (1992)
- Innamorati pazzi (Mad About You) – serie TV, episodio 1x13 (1993)
- Lois & Clark - Le nuove avventure di Superman (Lois & Clark: The New Adventures of Superman) – serie TV, episodio 1x09 (1993)
- Time Trax – serie TV, episodi 1x02-1x21 (1993)
- Accanto a te c'è un omicida (Murder of Innocence), regia di Tom McLoughlin – film TV (1993)
- La signora del west (Dr. Quinn, Medicine Woman) – serie TV, 4 episodi (1993-1996)
- X-Files (The X Files) – serie TV, 11 episodi (1993-1999)
- Where Are My Children?, regia di George Kaczender – film TV (1994)
- Melrose Place – serie TV, 4 episodi (1994-1995)
- La signora in giallo (Murder, She Wrote) – serie TV, episodi 10x11-11x01-12x22 (1994-1996)
- Star Trek: Voyager – serie TV, episodio 1x09 (1995)
- Un tram che si chiama Desiderio (A Streetcar Named Desire), regia di Glenn Jordan – film TV (1995)
- Murphy Brown – serie TV, episodio 8x12 (1996)
- Secrets of the Bermuda Triangle, regia di Ian Toynton – film TV (1996)
- Sisters – serie TV, episodio 6x23 (1996)
- Soul of the Game, regia di Kevin Rodney Sullivan – film TV (1996)
- Pandora's Clock - La Terra è in pericolo (Pandora's Clock) – miniserie TV (1996)
- Charlie Grace – serie TV, episodio 1x07 (1996)
- Orleans – serie TV, episodio 1x04 (1997)
- La seconda guerra civile americana (The Second Civil War), regia di Joe Dante – film TV (1997)
- Ally McBeal – serie TV, episodio 1x04 (1997)
- JAG - Avvocati in divisa (JAG) – serie TV, episodi 2x08-3x09 (1997)
- I magnifici sette (The Magnificent Seven) – serie TV, episodio 1x01 (1998)
- Dalla Terra alla Luna (From the Earth to the Moon) – miniserie TV, episodio 9 (1998)
- Caroline in the City – serie TV, episodio 4x11 (1998)
- Brimstone – serie TV, episodio 1x11 (1999)
- I viaggiatori (Sliders) – serie TV, episodio 4x22 (1999)
- In tribunale con Lynn (Family Law) – serie TV, episodio 1x18 (2000)
- Strange World – serie TV, episodio 1x12 (2000)
- Stargate SG-1 – serie TV, 2 episodi (2000-2001)
- First Monday – serie TV, episodio 1x02 (2002)
- Philly – serie TV, episodio 1x15 (2002)
- The Division – serie TV, episodio 3x02 (2003)
- Nip/Tuck – serie TV, episodio 1x10 (2003)
- Still Standing – serie TV, episodio 2x14 (2004)
- Crossing Jordan – serie TV, episodio 4x09 (2004)
- Cold Case - Delitti irrisolti (Cold Case) – serie TV, episodio 6x14 (2009)
- The Middle – serie TV, episodio 6x05 (2014)

## Doppiatori italiani
Nelle versioni in italiano delle opere in cui ha recitato, Jerry Hardin è stato doppiato da:
- Cesare Barbetti ne Il contrabbandiere, Star Trek: The Next Generation (ep.1x17)
- Silvio Anselmo ne Il gioco del falco, Wanted - Vivo o morto
- Sandro Iovino in Uno sconosciuto alla porta, Il Socio
- Mario Milita in Star Trek: Voyager, La seconda guerra civile americana
- Nando Gazzolo in Starsky & Hutch
- Andrea Lala in La casa nella prateria
- Adolfo Lastretti in Crazy Runners - Quei pazzi pazzi sulle autostrade
- Luciano De Ambrosis in Missing - Scomparso
- Leo Gullotta in Honkytonk Man
- Francesco Vairano in Cujo
- Gianni Marzocchi in Top Secret
- Emilio Cappuccio in Grosso guaio a Chinatown
- Dario Penne in Star Trek: The Next Generation (ep. 5x26, 6x01)
- Gianfranco Bellini in Nikita - Spie Senza volto
- Gigi Angelillo in Scandalo Blaze
- Sandro Sardone in The Hot Spot - Il posto caldo
- Michele Kalamera in X-Files
- Stefano De Sando in X-Files (ep. 7x02)
- Paolo Lombardi in Funny Money - Come fare i soldi senza lavorare
- Luciano Melani in L'agguato - Ghosts from the past
- Giorgio Lopez in La signora in giallo (ep. 10x11)
- Romano Ghini in La signora in giallo (ep. 11x01)
- Goffredo Matassi in La signora in giallo (ep. 12x22)
- Bruno Slaviero in Ally McBeal
- Franco Vaccaro in Nip/Tuck
- Dante Biagioni in Io, lei e i suoi bambini
- Valerio Ruggeri in Cold Case - Delitti irrisolti
- Stefano Oppedisano in The Middle
- Stefano Mondini in Missing - Scomparso (ridoppiaggio)